# Raiivka, Sînelnîkove
Raiivka (în ucraineană Раївка) este localitatea de reședință a comunei Raiivka din raionul Sînelnîkove, regiunea Dnipropetrovsk, Ucraina.

## Demografie
Componența lingvistică a localității Raiivka
     Ucraineană (88,62%)
     Rusă (10,97%)
     Alte limbi (0,23%)
Conform recensământului din 2001, majoritatea populației localității Raiivka era vorbitoare de ucraineană (88,62%), existând în minoritate și vorbitori de rusă (10,97%).